# Lilián Buglia
Lilián Buglia, född 22 januari 1934, död 10 oktober 2016, var en argentinsk friidrottare. Hon deltog vid olympiska sommarspelen 1952.